# Сония Чахал
Сония Чахал (хинди सोनिया चहल; род. 3 октября 1997, Бхивани, Харьяна) — индийская боксёрша. Призёр чемпионата мира 2018 года. Член сборной Индии по боксу.

## Карьера
Призёр национального чемпионата в весовой категории до 57 кг.
На 10-м чемпионате мира по боксу среди женщин в Индии, в финале, 24 ноября 2018 года, индийская спортсменка встретилась с немкой Орнеллой Вахнер, уступила ей 1:4 и завершила выступление на мировом первенстве с серебряной медалью турнира.